# Aeroportul Sendai
Aeroportul Sendai (IATA: SDJ, ICAO: RJSS) este un aeroport din Natori, Prefectura Miyagi, Japonia ce deservește zona Sendai. Aeroportul a fost tranzitat în 2021 de 1.651.425 de pasageri. A fost deschis în 1940 și numit după zona deservită.
Situat la o altitudine de 2 m, aeroportul dispune de 2 piste. Este operat de Sendai International Airport Company⁠(d).

## Infrastructură

### Piste
Aeroportul dispune de 2 piste. Pista 09/27 are suprafața de asfalt și dimensiunile 3.000 m × 45 m. Pista 12/30 are suprafața de asfalt și dimensiunile 1.200 m × 45 m. 